# Potok Wielki (województwo lubelskie)
Potok Wielki – wieś w Polsce położona w województwie lubelskim, w powiecie janowskim, w gminie Potok Wielki.
W latach 1975–1998 miejscowość położona była w województwie tarnobrzeskim. Według Narodowego Spisu Powszechnego (III 2011 r.) wieś liczyła 678 mieszkańców.
Miejscowość jest siedzibą gminy Potok Wielki.

## Historia

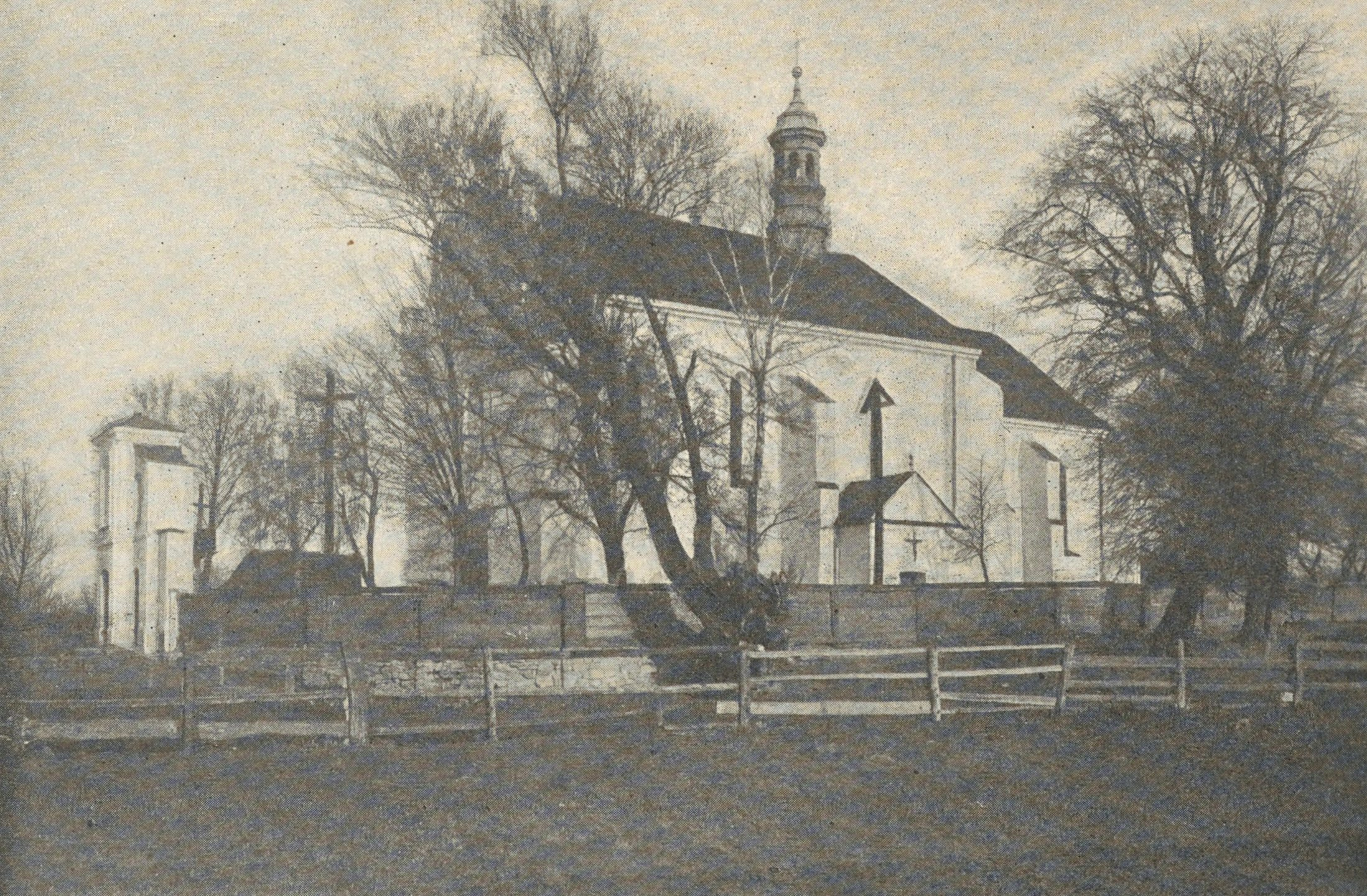
Widok kościoła około 1918

Potok Wielki jest jedną z najstarszych wsi na terenie powiatu janowskiego. Osadnictwo było obecne tutaj już w okresie plemiennym. Wieś wzmiankowano po raz pierwszy w dokumentach z 1326 roku, jako siedzibę parafii katolickiej (co oznacza, że była to jedna z najstarszych parafii na Lubelszczyźnie). Od XV wieku Potok zwany jest Wielkim. Był główną miejscowością w pasie osadniczym Stanianki. W 1390 król Władysław Jagiełło przeniósł wieś, będącą własnością Czadra, na prawo magdeburskie. W 2 połowie XV wieku zbudowano we wsi istniejący do dzisiaj murowany kościół gotycki.
Na przestrzeni XV wieku jego potomkowie, zwani Cedrami lub Potockimi, wyzbyli się części wsi, które przeszły na własność, Koconków i Chamców. Zapoczątkowało to rozdrobnienie własnościowe Potoka, charakterystyczne zresztą dla całego potockiego kompleksu osadniczego. Dodatkowo pleban potocki posiadał rozległe
nadania (4 łany), głównie w Potoku Wielkim.
W XVI wieku wieś należała do Potockich, Chamców i Mniskich. W pierwszej połowie XVII wieku część wsi nabyli Czerniejewscy, wraz z młynem i karczmą. W II połowie XVII wieku Potok w dużej części przeszedł w ręce
Trzcińskich. W 1740 pewne szkody wyrządził oddział dragonów.
W II połowie XVIII wieku dzierżawcy dopuścili się wielu krzywd wobec poddanych, którzy byli bici i morzeni głodem. Ponadto rekwirowali oni inwentarz oraz windowali powinności pańszczyźniane. Podobnie postępował jeden z braci Trzcińskich, który dopuścił się wielu nadużyć – zaboru inwentarza żywego, zboża, pasiek, wskutek czego zbiegło
pięciu chłopów wraz z rodzinami. Prowadził on również nieracjonalną gospodarkę w dobrach folwarcznych, rozebrał część budynków gospodarczych, a część pól pozostawił ugorem.
W 1781 roku nastąpił podział dóbr między braci Trzcińskich, w skład których wchodziły m.in. zabudowania folwarczne, dwór, staw rybny, młyn, pasieka, niwy dworskie i karczma. W tym okresie część dóbr należała do Potockich. W XIX wieku Potok Wielki przeszedł w ręce Niwińskich i Herbutów, a potem Mękińskich, Pawełkiewiczów i
Wyszomirskich.
Reforma uwłaszczeniowa 1864 roku uwłaszczyła 44 gospodarzy z Potoku Plebańskiego, Niwińskiego i Wyszomirskiego. W tym samym roku powstała również gmina, a przy niej sąd. W 1873 roku utworzono szkołę powszechną. W okresie pouwłaszczeniowym folwark Herbutowizna nabyli Strzałeccy, a dobra poplebańskie F. Gromyko, a po nim N. Wasiliew. Część dóbr rozparcelowano.
W 1881 spłonął kościół parafialny. Jego odbudowa zakończyła się w 1904 roku. W roku 1910 i ponownie w 1913 miała miejsce powódź, która wyrządziła znaczne szkody. Podczas I wojny światowej przez wieś przetoczyły się walki frontowe.
Według pierwszego powszechnego spisu Ludności z 1921 roku Potok Wielki liczył 154 domy i 1089 mieszkańców (w tym 73 Żydów). W okresie międzywojennym nastąpił rozwój społeczno-gospodarczy wsi: powstała poczta, gminna kasa pożyczkowo-oszczędnościowa (1926 r.), straż pożarna (1925 r.), stowarzyszenie spożywcze Odrodzenie, Koło Młodzieży Wiejskiej Siew, Stowarzyszenie Młodzieży Polskiej. W latach 1928 i 1932 częściowo rozparcelowano folwarki Niwińskiego i Herbutowizna.
Podczas II wojny światowej wieś była pod wpływem partyzantki lewicowej. W 1942 roku Niemcy rozstrzelali na polach grupę 36 Żydów. W 1943 roku oddział GL dwukrotnie zorganizował udane akcje na posterunek policji. Podczas walk frontowych w 1944 roku spłonęło 14 zagród. Także w 1944 roku dokonano parcelacji
majątków Herbutowizna (44 ha) i Niwińszczyzna (77 ha).
Po drugiej wojnie światowej w czasach PRL dokonano wielu inwestycji: zbudowano szkołę, remizę strażacką, przeprowadzono elektryfikację, założono wodociąg, powstał SKR, dom kultury i ośrodek zdrowia.

## Kościół św. Mikołaja
Kościół w Potoku Wielkim zbudowany po 1460 roku jest jeden z najstarszych zabytków na południu Lubelszczyzny, ustępując pod względem starszeństwa jedynie kościołowi w Piotrawinie i kościołowi kanoników regularnych w Kraśniku. Parafia w Potoku była wzmiankowana po raz pierwszy w 1326 roku, co oznacza, że musiała powstać jeszcze wcześniej i znajdowała się w archidiakonacie zawichojskim diecezji krakowskiej (obecnie w diecezji sandomierskiej). W 1881 roku kościół spłonął i wtedy też zniszczone została większość starszego wyposażenia z ołtarzami. Kościół jest orientowany, ma jedną nawę z prezbiterium zamkniętym trójbocznie. Od północy prezbiterium przylega zakrystia. W trakcie przebudowy na początku XX w. wykuto okna w północnej ścianie nawy i przypuszczalnie wtedy dodano neogotyckie sterczyny na fasadzie. Kościół wyróżnia rzadki po wschodniej stronie Wisły zespół kamieniarki późnogotyckiej, którą można datować drugą lub trzecią dekadę XVI wieku (lata 1510-1530). Do dziś w kościele w Potoku zachowały się z tego zespołu: 
- portal główny od zachodu
- mniejszy portal we wschodniej ścianie prezbiterium
- dwa portale do zakrystii z żelaznymi drzwiami gotyckimi
- dwa obramowania okienek skarbczyka

Inne cenne zachowane elementy wyposażenia to prospekt organowy z końca XIX wieku i obraz Matki Boskiej z XVIII wieku.
Około roku 2000 wymieniono więźbę dachową, a dach pokryto blachówką. 

## Obiekty użyteczności publicznej
- Zespół Szkół w Potoku Wielkim[10]
  - Publiczna Szkoła Podstawowa[11]
  - Publiczne Gimnazjum[12]
- Ochotnicza Straż Pożarna w Potoku Wielkim[13]
- Gminna Biblioteka Publiczna[14].
- Dwa Niepubliczne Ośrodki Zdrowia
- Oddział Banku Spółdzielczego
- Gminny Ośrodek Kultury
- Ośrodek Pomocy Społecznej